# Jardel Capistrano
Jardel Capistrano (sinh ngày 10 tháng 10 năm 1989), thường được biết với tên Jardel, là một cầu thủ bóng đá người Brasil hiện tại thi đấu cho Nongbua Pitchaya.

## Sự nghiệp câu lạc bộ
Jardel gia nhập đội bóng Việt Nam Than Quảng Ninh vào tháng 1 năm 2017. Anh bị giải phóng hợp đồng cùng với cầu thủ Brasil Ramon vào tháng 4 cùng năm.

## Thống kê sự nghiệp

### Câu lạc bộ
Tính đến 17 tháng 4 năm 2018.
| Câu lạc bộ          | Mùa giải            | Giải vô địch        | Giải vô địch | Giải vô địch | Cúp  | Cúp | Châu lục | Châu lục | Khác | Khác | Tổng | Tổng |
| Câu lạc bộ          | Mùa giải            | Hạng                | Trận         | Bàn          | Trận | Bàn | Trận     | Bàn      | Trận | Bàn  | Trận | Bàn  |
| ------------------- | ------------------- | ------------------- | ------------ | ------------ | ---- | --- | -------- | -------- | ---- | ---- | ---- | ---- |
| Rio Branco          | 2012                | —                   | 0            | 0            | 0    | 0   | —        | —        | 13   | 5    | 13   | 5    |
| Marília             | 2013                | —                   | 0            | 0            | 0    | 0   | —        | —        | 7    | 1    | 7    | 1    |
| Monte Azul          | 2013                | —                   | 0            | 0            | 5    | 1   | —        | —        | 0    | 0    | 5    | 1    |
| Inter de Limeira    | 2014                | —                   | 0            | 0            | 0    | 0   | —        | —        | 9    | 6    | 9    | 6    |
| Matonense           | 2015                | —                   | 0            | 0            | 0    | 0   | —        | —        | 15   | 7    | 15   | 7    |
| Botafogo-SP         | 2015                | Série D             | 8            | 0            | 0    | 0   | —        | —        | 0    | 0    | 8    | 0    |
| Cabofriense         | 2016                | —                   | 0            | 0            | 0    | 0   | —        | —        | 5    | 0    | 5    | 0    |
| Uniclinic           | 2016                | Série D             | 8            | 1            | 0    | 0   | —        | —        | 0    | 0    | 8    | 1    |
| Than Quảng Ninh     | 2017                | V.League 1          | 4            | 0            | 0    | 0   | 1        | 0        | 0    | 0    | 5    | 0    |
| Nongbua Pitchaya    | 2017                | Thai League 2       | 10           | 6            | 1    | 0   | —        | —        | 0    | 0    | 11   | 6    |
| Khon Kaen United    | 2018                | Thai League 4       | 3            | 5            | 0    | 0   | —        | —        | 0    | 0    | 3    | 5    |
| Tổng cộng sự nghiệp | Tổng cộng sự nghiệp | Tổng cộng sự nghiệp | 33           | 12           | 6    | 1   | 1        | 0        | 49   | 19   | 89   | 32   |

Notes
1. 1 2 3  Appearances ở Campeonato Paulista Série A3
2. ↑  Appearances ở Copa Paulista
3. ↑  Appearances ở Campeonato Paulista Série A2
4. ↑  Appearances ở Campeonato Carioca
5. ↑  Ra sân tại Cúp AFC
6. ↑  Appearances ở Cúp Hiệp hội Bóng đá Thái Lan